# Vision Days
Vision Days je česká ska punková skupina z Brněnce.

## Historie
Počátky Vision Days sahají až do roku 1990. Nejprve pod názvem WA:D, od roku 1993 již pod názvem Vision Days hrají gothic rock. V této éře spatřilo světlo světa několik demo a live nahrávek (Významy, Noisferatu, 1914, What was-Will be, Look at us, New cult). V roce 2000 vydává kapela gothic CD Before everything. V roce 2001 však Vision Days mění styl na punk rock a o rok později vydávají své první punk rockové CD Řetěz od boudy. V dalších letech Vision Days definitivně potvrzují směr svého hudebního vývoje a nahrávají čistě punková CD Na Háku (2006), Proti Srsti (2008) a Viva la ironie (2010). V roce 2009 vzdávají Vision Days hold legendární punk rockové kapele N. V. Ú. a k jejímu 20. výročí na CD Tribut N. V. Ú. nahrávají cover písně „Jiney člověk“. V roce 2013 vychází nejlepší album jejich dosavadní tvorby s názvem Don't worry be punk obsahující 15 nadupaných songů a k albu jsou natočeny 4 videoklipy.
Kapela je od roku 2000 pořadatelem punkrockového festivalu Brněnecfest aneb Punkovey klystýr.

## Členové kapely

### Současní členové
- Honza „IAn“ Pelíšek – kytara, zpěv
- Tomáš „Tomík“ Staněk – zpěv
- Ondřej „Krtek“ Stronček – kytara
- Miloš „Sanchéz“ Bernkopf – akordeon, zpěv
- Dominik Stráník – bicí
- Míra Horna - basa
- Filip Studnička – záskok basa, záskok kytara
- Monika "Monča" Spurná - zpěv, záskok akordeon
- Pavel "Pájin" Aksler - Akordeon,zpèv

## Diskografie
- Lifehack (2022)
- It´s time (2019)
- Dokonalý svět (2016)
- Don't worry be punk (2013)
- Viva la ironie (2010)
- Proti Srsti (2008)
- Na háku (2006)
- Řetěz od boudy (2002)
- Before everything... (2000)
- New cult (1998)
- Look at US (1997)
- What was - will be (1996)
- 1914 (1995)
- Noisferatu (1993)
- Významy (1992)